# Norska järhöns

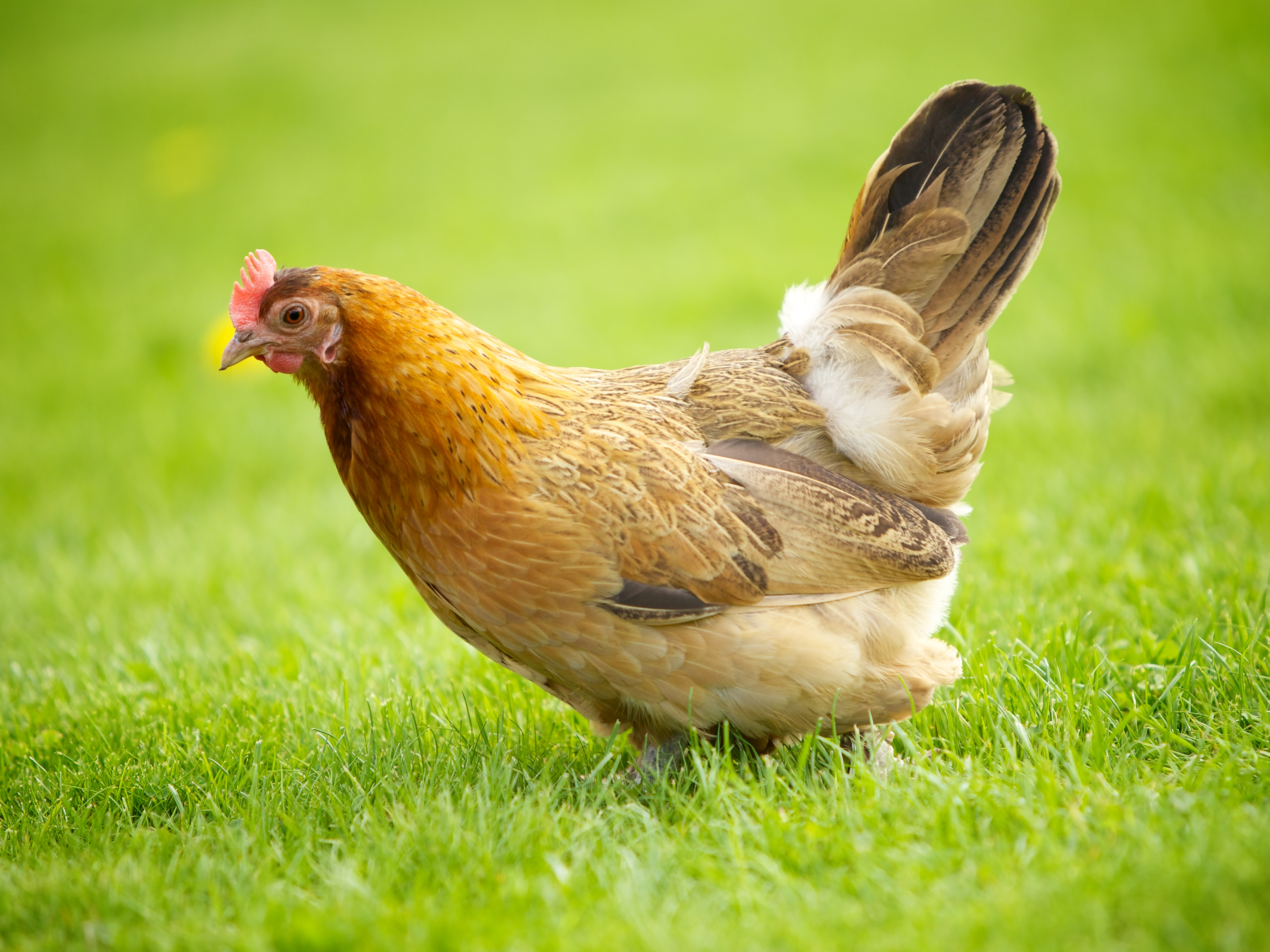
Höna

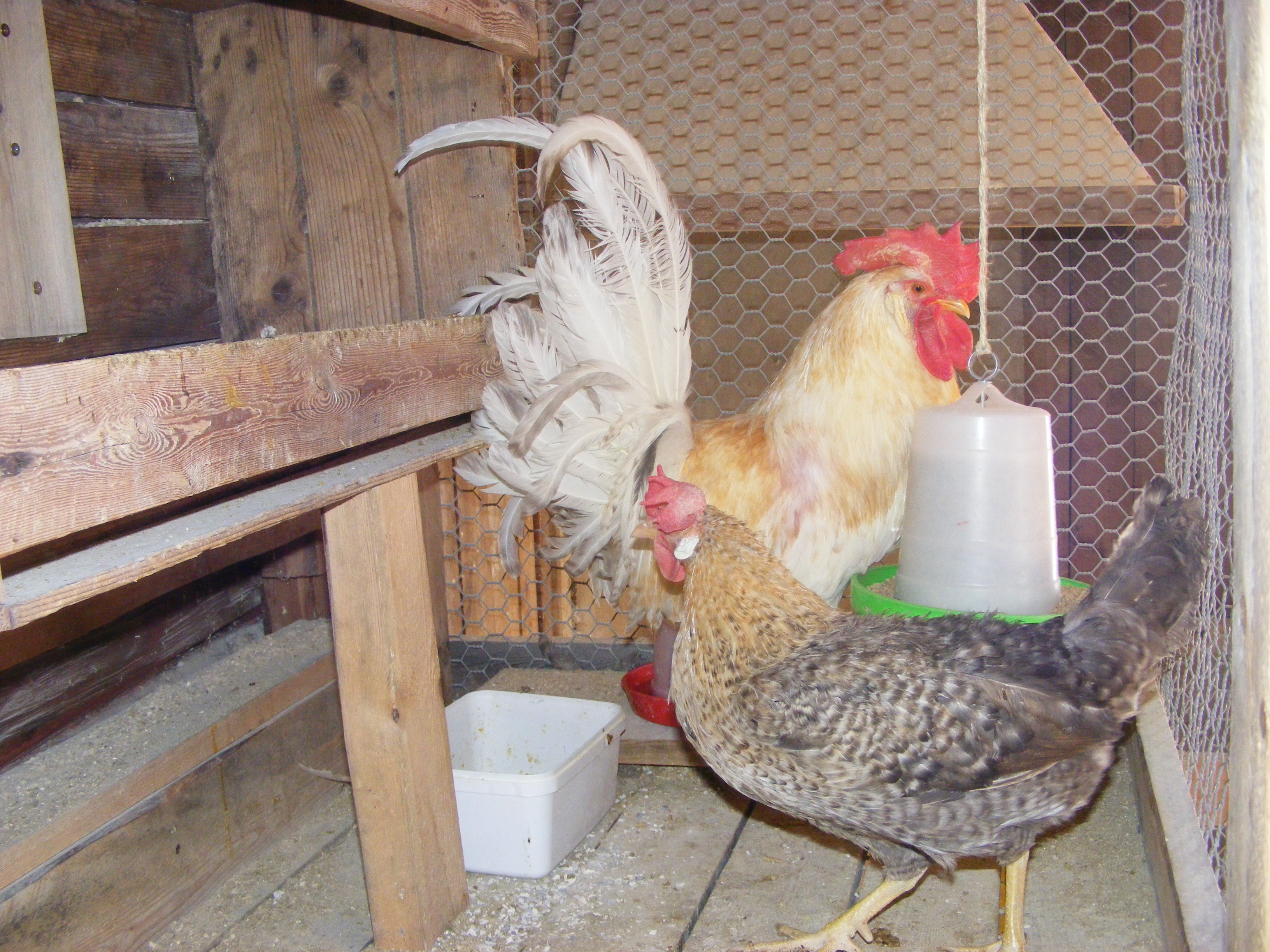
Tupp och höna

Norska järhöns är en lätt hönsras och den enda kvarvarande norska lanthönsrasen. Den har fått sitt namn efter regionen Jæren och framavlades ur en rest av bevarade norska äldre lanthönsstammar från området kring Stavanger under 1920-talet. Rasen är en mycket god värpras och finns även i en dvärgvariant, som också framavlades i Norge.
Rasen finns i två färgvarianter, mörkt brungul-tvärrandig och ljust brungul-tvärrandig. En höna väger omkring 1,5 kilogram och en tupp väger omkring 2 kilogram. För dvärgvarianten är vikten för en höna cirka 700 gram och vikten för en tupp cirka 800 gram. I förhållande till kroppsvikten lägger rasen stora ägg, äggvikten är för en stor höna omkring 50 gram och för dvärgvarianten omkring 30 gram. Äggens skalfärg är vit.
Kycklingarna går snabbt att könsbestämma, på dagsgamla tuppkycklingar av den mörka färgvarianten finns en ljus fläck i nacken, något som saknas hos hönkycklingen. På dagsgamla hönkycklingar av den ljusa färgvarianten finns en mörkare fläck på huvudet samt en mörk rand längs ryggen, medan tuppkycklingen saknar mörkare markeringar och är helt gul.
Norska järhöns har många lantrasegenskaper, de är härdiga och bra på att leta sin egen mat om de hålls frigående och de är bra på att flyga.

## Färger
- Mörkt brungul-tvärrandig
- Ljust brungul-tvärrandig